# Большаков, Александр Захарович
Александр Захарович Большаков (род. 1953) — государственный, политический и общественный деятель Приднестровской Молдавской Республики. Депутат Верховного совета Приднестровской Молдавской Республики I—II созывов с ноября 1990 по ноябрь 2000. Председатель Комитета по законодательству, законности и правопорядку Верховного совета Приднестровской Молдавской Республики I созыва с ноября 1990 по декабрь 1993. Кандидат юридических наук (1988).

## Биография
Родился в 1953. По национальности — украинец.

### Образование
В 1972 окончил Одесский автомобильно-дорожный техникум. 
После продолжил учёбу в спецшколе МВД СССР. 
В 1980 окончил Харьковский юридический институт, получил специальность правовед. В 1988 там же защитил диссертацию на соискание учёной степени
кандидата юридических наук.

### Трудовая деятельность
С 1974 по 1989 работал на различных офицерских должностях в органах МВД СССР, КГБ СССР, далее в КГБ Молдавской ССР в Тирасполе. Уволен со службы и исключён из КПСС в связи с несогласием с политикой руководства ЦК Коммунистической партии Молдавии. 
В 1989 создал малое торговое предприятие «Татьяна» в Тирасполе.

### Деятельность в 1989—1991 годах
С августа 1989 — сопредседатель (член Президиума) Объединённого Совета трудовых коллективов Тирасполя (Забастовочного комитета). Забастовщики выступили против националистических законопроектов Верховного Совета Молдавской ССР, которые, по мнению лидеров Объединённого Совета трудовых коллективов (ОСТК) могли привести к дискриминации по национальному признаку при осуществлении права на труд. Несмотря на забастовки, 31 августа 1989 Верховный Совет Молдавской ССР придал молдавскому языку статус государственного, что привело к новым, ещё более мощным забастовкам.
В конце 1989 Большаков стал организатором проведения первого народного вече украинцев Приднестровского региона в селе Рашково Каменского района.
10 сентября 1990 создал и возглавил Общественный комитет защиты Приднестровской Молдавской Советской Социалистической Республики. 
С ноября 1990 по ноябрь 2000 — депутат Верховного совета Приднестровской Молдавской Республики I и II созывов. 
С ноября 1990 по декабрь 1993 — председатель (с момента его основания) Комитета по законодательству, законности и правопорядку Верховного совета Приднестровской Молдавской Республики I созыва. В 1990—1995 избирался членом Президиума Верховного совета.
25 августа 1991 стал соавтором декларации о независимости Приднестровской Молдавской Республики:
- представитель молдавского населения ПМР — доктор юридических наук Василий Яковлев
- представитель украинского населения ПМР — кандидат юридических наук Александр Большаков
- представитель русского населения ПМР — кандидат исторических наук Анна Волкова
- представитель населения ПМР других национальностей — Прокурор Приднестровской Молдавской Республики Валерий Чарыев[7].

Большаков также является соавтором первой конституции Приднестровской Молдавской Республики и автором многих первых законов.

### Деятельность после 1991 года

Внёс большой личный вклад в развитие политических и внешнеэкономических связей связей Приднестровской Молдавской Республики с Украиной в 1990-х годах. В 1992 создал и возглавил политическую партию ПМР «Повернення» (Возвращение).
Весной 1992 приднестровская партия «Повернення» (Союз Украинцев Приднестровья) обратилась к общественным организациям украинских националистов УНА-УНСО с просьбой о военной помощи, которая была предоставлена в виде регулярно сменявших друг друга бойцов украинского добровольческого отряда (два десятка человек) под селом Дороцкое.
На имя президента Украины Леонида Кравчука, председателя Верховной рады Украины Ивана Плюща, министра иностранных дел Украины Анатолия Зленко, генерального прокурора Украины Виктора Шишкина было направлено обращение партии Большакова «Повернення» на украинском языке.
Большаков выступил посредником между действиями бойцов УНСО и военным руководством Приднестровской Молдавской Республики, которому УНСО не подчинялось, и поначалу его активисты были арестованы властями ПМР в посёлке Каменка.
После окончания военных действий в августе 1992 Большаков стал членом комиссий Приднестровской Молдавской Республики по переговорам с Молдавией.
С июня 1993 также был членом Республиканской комиссии по проведению реформ и приватизации в Приднестровской Молдавской Республике.
Взгляды Большакова (идеи приватизации и возвращения в состав Украины, в форме, аналогичной Молдавской АССР) не нашли поддержку в приднестровском обществе 1990-х, и как следствие, его политическая деятельность в течение 1994—1999 гг. практически прекратилась (после обвинений в коррупции со стороны многочисленных СМИ Республики Молдова). В созданном Союзе украинцев Приднестровья верховенство получили депутаты Верховного совета ПМР украинской национальности — люди с иными взглядами. Партия «Повернення» в 1994—1997 гг. распалась с выездом большинства её членов на постоянное место жительства на Украину, а также в связи с распадом на Украине партии «Народный Рух Украины».
Коммерческая деятельность Большакова широкого развития не получила и заключалась в создании трёх небольших продовольственных магазинов «Татьяна» в городах Приднестровской Молдавской Республики (в Тирасполе, Бендерах и Дубоссарах).

### Союз украинцев Приднестровья
По состоянию на начало 2010:
- 120 тысяч жителей Приднестровской Молдавской Республики имели кроме непризнанного приднестровского гражданства так же второе признанное гражданство — гражданство России[14] (в основном это уроженцы РСФСР и их потомки, немногие из тех желающих, кому из приднестровцев Россия разрешила принять своё гражданство)
- 96 тысяч жителей Приднестровской Молдавской Республики имели кроме непризнанного приднестровского гражданства так же второе признанное гражданство — гражданство Украины[14] (здесь нет строгого ограничения по сравнению с возможностью приёма российского гражданства приднестровцами, однако не хватает бланков украинских паспортов для выдачи всем желающим[15])

Союз украинцев Приднестровья возглавляли:
- с 1991 по 1998 — Александр Захарович Большаков (лидер партии украинцев Приднестровья «Повернення»)
- c 1998 по 2004 — Владимир Лукич Боднар (с 1991 по 1998 был 1-м заместителем председателя)[16]

В 2004 Союз украинцев Приднестровья распался на несколько общественных организаций.

## Награды
- Орден «За личное мужество»